# Copelatus insuetus
Copelatus insuetus es una especie de escarabajo buceador del género Copelatus, de la subfamilia Copelatinae, en la familia Dytiscidae. Fue descrito por Félix Guignot en 1941.